# 聖殿廣場大會堂唱詩班
圣殿广场大会堂唱诗班（以前称为摩尔门大会堂唱诗班 ）是一个美国合唱团 ， 隶属于耶稣基督后期圣徒教会 （LDS教会）。唱诗班的基地位于犹他州盐湖城的耶稣基督后期圣徒教会总部。 该唱诗班已经在盐湖城大礼拜堂演出了100多年。  大会堂中有一个管风琴 ，由11,623根风管组成， 此管风琴通常为合唱团的表演伴奏。 
唱诗班由360位年龄介乎25至60岁的义务演唱者组成，而他们都是教会的成员。他们每周练习和演出，并多次由圣殿广场管弦乐团伴奏。
聖殿廣場大會堂唱詩班源于19世纪中期，一个小型的唱诗班为教会的大会作出首次献诗，当时为1847年8月22日，即第一批先驱者到达盐湖山谷定居的仅仅29日后。  
聖殿廣場大會堂唱詩班是世界上其中一个最历史悠久和最大型的唱诗班，曾在美国总统面前献唱，多次获奖并吸引许多国家的观众，其唱片销量过百万。   它于1911年首次为美国总统演出。盐湖圣殿的西面耸立着历史上有名的摩尔门大会堂，这就是唱诗班的家，聖殿廣場大會堂唱詩班因此建筑物而得名。 
在这宏伟的会堂里，为唱诗班伴奏的是一座共有11,623支音管的大会堂管风琴，其特色为显眼的金色音管，这些音管取自犹他木材，经人手雕琢为圆木而制成。其中10支来自1867年最初的管风琴的音管，今天仍然运作。
唱诗班以每周日来自盐湖城圣殿广场 圣乐嘉言 的广播而闻名，这是美国最历史悠久且持续的全国联播节目。
于1981至1989年间担任美国总统的朗奴．列根，在1981年唱诗班于他的就职典礼上献唱时，封摩尔门大会堂唱诗班为「美国的合唱团」。
唱诗班多年来的巡回演出，使其足迹遍及南北美洲、欧洲、亚洲以及太平洋的各大演奏廰。
于2002年2月8至24日在盐湖城举行的冬季奥林匹克中，唱诗班在大会的闭幕礼演出。
唱诗班曾获得双白金唱片以及五金唱片的销量，当中包括获得葛莱美奖的「共和国战歌」。唱诗班也曾与一些世界级大型管弦乐团合作录音，当中包括费城管弦乐团、纽约爱乐以及耶路撒冷交响乐团盐湖圣殿的西面耸立着历史上有名的摩尔门大会堂，这就是唱诗班的家，摩尔门大会堂唱诗班因此建筑物而得名。  

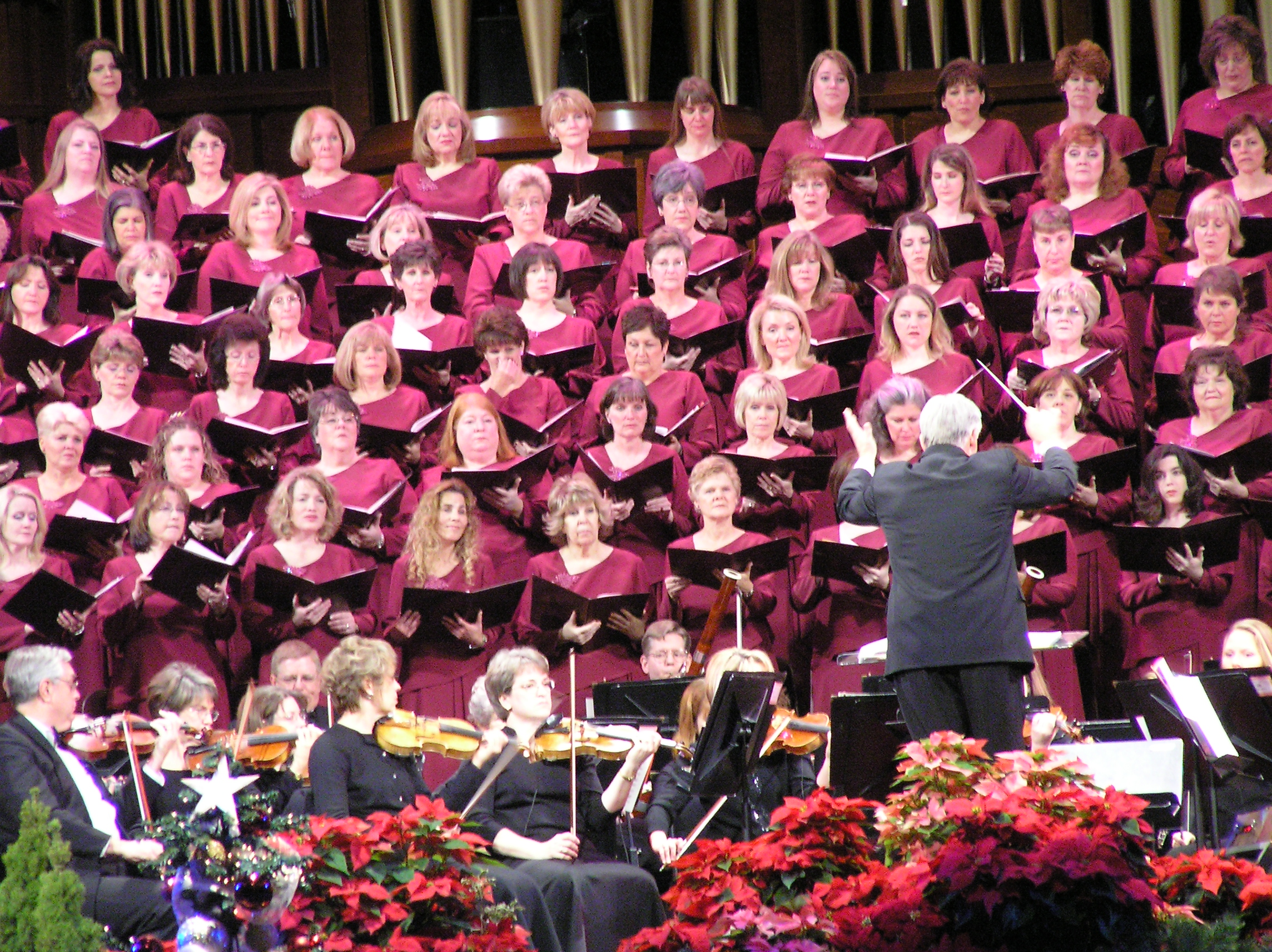
2005年12月3日，在克雷格·杰索普 （ Craig Jessop）的指导下，在LDS会议中心举行的圣殿广场大会堂唱诗班和乐团的音乐会

## 扩展阅读
- Berteaux, Kelsey, , LDS Living (Deseret Books), 2014-10-04, （原始内容存档于2014-10-10）